# Huang Shui
Der Fluss Huang Shui (chinesisch 湟水 – „Gelb-Wasser, Gelber Fluss“) bzw. Huang-Fluss, Huangshui-Fluss usw., auch Xining He (西宁河) genannt, ist der größte Nebenfluss des Oberlaufs des Gelben Flusses (Huang He). 
Er entspringt im Kreis Haiyan im Autonomen Bezirk Haibei der Tibeter im Osten der chinesischen Provinz Qinghai am südlichen Fuß des zum Qilian Shan (祁连山) gehörenden Gebirges Daban Shan (大坂山), später mündet er in Gansu in den Gelben Fluss. Er ist 374 km lang. Sein größter Nebenfluss ist der Julag Qu འཇུ་ལག་ཆུ། / Datong He 大通河.
Zu seinem Flussnetz zählen: Zong Qu (ཙོང་ཆུ།) / Huang Shui (湟水), Julag Qu (འཇུ་ལག་ཆུ།) / Datong He (大通河), Beichuan He (北川河), Xichuan He (西川河), Nanchuan He (南川河) und Sang Qu (བསང་ཆུ།) / Daxia He (大夏河).
Das Gebiet des Flusses ist ein wichtiges Landwirtschaftsgebiet.
Verschiedene neolithische und bronzezeitliche Kulturen waren in seinem Gebiet verbreitet (siehe Majiayao-Kultur, Banshan-Machang-Kultur, Qijia-Kultur, Xindian-Kultur und Kayue-Kultur).